# ۴مینیت
۴مینِت (به انگلیسی: 4Minute، کره‌ای: 포미닛)؛ یک گروه دخترانه پنج نفره موزیک پاپ کره‌ای از گروه‌های موسیقی کره‌ای در کره جنوبی بود که در سال ۲۰۰۹ میلادی تشکیل شد. اعضای گروه نام جی‌هیون، هو گایون، جون جی‌یون، کیم هیونا و کوآن سو-هیون بودند.